# LUCKYNUMBERS
《LUCKYNUMBERS》(럭키넘버스)는 다이나믹 듀오의 정규 7집 앨범이다. 로엔 엔터테인먼트를 통해 발매되었다. 《LUCKYNUMBERS》는 7집이라 "Lucky Number"란 제목을 가지는데 행운의 숫자답게 시원시원한 곡들이 많은 앨범이다. 2013년에 발매된 앨범이라 그런지 예전 앨범과 다른 모습이 많이 묻어 있는데 그 변화마저도 흥겨운 앨범이다. 일상적인 소소한 이야기를 주제로 한 트랙을 집어넣어 가벼우면서도 좀 더 친숙하게 다가온다. 십여 년의 세월 동안의 내공이 녹아있는 7집 앨범은 다이나믹 듀오인 듯 아닌 듯 다이나믹 듀오 그 자체이다.

## 수록곡
| #   | 제목                                                           | 재생 시간 |
| --- | -------------------------------------------------------------- | --------- |
| 1.  | 〈진격의 거인 둘 (Return Of The Kings)〉                       | 4:17      |
| 2.  | 〈쌔끈해 (Three Dopeboyz, Feat. Zion.T)〉                      | 4:14      |
| 3.  | 〈Skit #1〉                                                    | 1:04      |
| 4.  | 〈거품 안 넘치게 따라줘 (Life Is Good, Feat. Crush, DJ Friz)〉 | 4:54      |
| 5.  | 〈BAAAM (Feat. Muzie of UV)TITLE〉                             | 3:40      |
| 6.  | 〈Airplane Mode (Feat. 이주한, 혜원 of Winterplay, Simo)〉     | 5:00      |
| 7.  | 〈만루홈런 (Lee Dae Ho, Feat. Supreme Team, DJ Friz)〉         | 5:04      |
| 8.  | 〈슛 골인 (Shoot - Goal In)〉                                  | 4:46      |
| 9.  | 〈날개뼈 (Hot Wings, Feat. 효린 of SISTAR)〉                   | 4:55      |
| 10. | 〈아침사랑 (Good Morning Love)〉                               | 1:38      |
| 11. | 〈비극 Part 2 (Tragedy Part 2)〉                               | 5:48      |
| 12. | 〈범죄야 범죄 (Crime Scene, Feat. 정재일)〉                    | 4:19      |
| 13. | 〈가끔씩 오래 보자 (Shin Dong Yeop)〉                          | 5:08      |